# QjackCtl
QjackCtl je jednoduchý na knihovně Qt založený nástroj k ovládání zvukového serveru JACK (JACK Audio Connection Kit). Je to svobodný software vydaný pod GNU GPL ve verzi 2 a novější.
Základní funkce: Pokouší se automaticky o rozpoznání technického zvukového vybavení a dovoluje uživateli výběr dalších vstupních a výstupních zařízení z vysouvacího seznamu, jakož i nastavení několika běžných voleb pro zvukový server. QjackCtl potom tyto volby používá k sestavení a provádění sledu příkazů pro jackd.